# 다니엘 필론
다니엘 필롱(프랑스어: Daniel Pilon, 프랑스어 발음: [pilɔ̃], 1940년 11월 13일 ~ 2018년 6월 26일)은 캐나다의 배우이다.
몬트리올에서 태어났으며 몬트리올에서 사망하였다.

## 출연 작품
- 린바이트 (2011년)
- 와일드 로즈 (2009년)
- 앤을 찾아서 (2009년)
- 거침없이 쏴라! 슛 뎀 업 (2007년) - 룻레지 역
- 레프트 비하인드 2 (2002년)
- 레프트 비하인드 (2001년)
- 피쉬 아웃 오브 워터 (1999년)
- 더 콜렉터 (1999년)
- 고잉 투 캔사스 시티 (1998년)
- 슬립프 룸 (1998년)
- 머스킷 건 (1998년)
- 디펜스 (1998년)
- 휘스커스 (1997년)
- 해비태트 (1997년)
- 신 적과의 동침 (1997년)
- 하드 웨폰 (1997년)
- 어싸인먼트 (1997년)
- 다니엘 스틸 - 위대한 사랑 (1996년)
- 스캐너스 3 (1992년)
- 마라렉 (1989년)
- 힛팅 홈 (1987년)
- 황홀한 연인 (1984년)
- 더 엘버탠스 (1979년)
- 형사 브레이건 (1975년)
- 애프레이 스키 (1971년)
- 은하수 (1969년)
- 플레이 더티 (1968년)

### 텔레비전
- 달라스 (1978년)
- 우리 생애 나날들 (1965년)